# Košíře
Košíře – część Pragi leżąca w dzielnicy Praga 5, na południowy wschód o centrum miasta. W 2006 zamieszkiwało ją 14 516 mieszkańców.